# 克兰布鲁克
克兰布鲁克，加拿大不列颠哥伦比亚省东南部城市，位于库特内河西岸。总人口19,364（2011年）。